# Detroit Pistons 1964-1965
La stagione 1964-65 dei Detroit Pistons fu la 16ª nella NBA per la franchigia.
I Detroit Pistons arrivarono quarti nella Western Division con un record di 31-49, non qualificandosi per i play-off.

## Roster
| N°    | Naz.                   | Ruolo | Sportivo         | Anno | Alt. | Peso |
| ----- | ---------------------- | ----- | ---------------- | ---- | ---- | ---- |
| 5     | Stati Uniti (bandiera) | G     | Willie Jones     | 1936 | 191  | 84   |
| 10    | Stati Uniti (bandiera) | G     | Rod Thorn        | 1941 | 193  | 88   |
| 12    | Stati Uniti (bandiera) | AC    | Ray Scott        | 1938 | 206  | 98   |
| 14    | Stati Uniti (bandiera) | GA    | Eddie Miles      | 1940 | 193  | 88   |
| 15    | Stati Uniti (bandiera) | GA    | Jackie Moreland  | 1938 | 201  | 98   |
| 16    | Stati Uniti (bandiera) | A     | Don Kojis        | 1939 | 191  | 92   |
| 18    | Stati Uniti (bandiera) | GA    | Terry Dischinger | 1940 | 201  | 86   |
| 19    | Stati Uniti (bandiera) | C     | Reggie Harding   | 1942 | 213  | 113  |
| 20-23 | Stati Uniti (bandiera) | AC    | Hub Reed         | 1936 | 206  | 98   |
| 21    | Stati Uniti (bandiera) | GA    | Joe Caldwell     | 1941 | 196  | 88   |
| 22    | Stati Uniti (bandiera) | GA    | Dave DeBusschere | 1940 | 198  | 100  |
| 24    | Stati Uniti (bandiera) | G     | Donnie Butcher   | 1936 | 188  | 91   |
| 25    | Stati Uniti (bandiera) | G     | Bob Duffy        | 1940 | 191  | 84   |

## Staff tecnico
- Allenatore: Charley Wolf